# Ministerio del Interior (Cuba)

El Ministerio del Interior, conocido por el acrónimo MININT, es el Ministerio del Interior de la República de Cuba.

## Historia
Surge el 6 de junio de 1961, con la firma de la Ley No 940 del entonces Presidente de la República Osvaldo Dorticós Torrado, el Ministerio del Interior de la República de Cuba, (MININT).
A la naciente institución se integraron las dependencias del Ministerio de Gobernación y aquellas del gabinete de Justicia relacionadas con la preservación del orden interior y la seguridad del país; provenientes de las Fuerzas Armadas Revolucionarias (FAR), Policía Nacional Revolucionaria (PNR), creada el 5 de enero de 1959, y el Departamento de Investigaciones del Ejército Rebelde (DIER).
En años posteriores, y de forma paulatina, la joven Institución continuó fortaleciendo su estructura orgánica mediante la creación o integración de otras especialidades como: la seguridad del estado, conocida popularmente como el G2, el sistema de prisiones, las Tropas Guardafronteras, los Cuerpos de Bomberos y Guardabosques, la Técnica Canina de la Aduana General de Cuba, la Brigada Especial Nacional y otras especialidades en correspondencia con las necesidades operativas y el cumplimiento de sus misiones esenciales.
En 1989, tras el arresto de José Abrahantes Fernández por la causa número 2, es designado el General de Cuerpo de Ejército Abelardo Colomé Ibarra como Ministro del Interior, cargo que desempeñó hasta el 26 de octubre de 2015 cuando, tras una carta dirigida al presidente Raúl Castro, el Consejo de Estado aceptó su liberación como Ministro del Interior y miembro del Consejo de Estado, siendo promovido a ocupar ese cargo el General de División Carlos Fernández Gondín. Fernández falleció en enero de 2017, en ejercicio del cargo.
Posteriormente, fue designado a ese cargo el Vicealmirante Julio César Gandarilla Bermejo, proveniente de las filas del Ministerio de las Fuerzas Armadas Revolucionarias y durante mucho tiempo jefe de la contrainteligencia militar.
La jefatura de la Institución ha radicado en los siguientes inmuebles de la capital del país.
- Antiguo convento de Belén, en Compostela entre Luz y Acosta, Habana Vieja (1961-1964)
- Antiguo Edificio del Retiro Odontológico, calle L entre 23 y 21, Vedado (1964-1967)
- Edificio del antiguo Tribunal de Cuentas del Ministerio de Justicia, Plaza de la Revolución; donde se conserva como una de sus más preciadas reliquias, el despacho que ocupara el Comandante Ernesto “Che” Guevara, cuando era Ministro de Industrias, cuya sede radicó en este edificio de 1961-1967.

## Funciones
El Ministerio del Interior es un Órgano de la Administración Central del Estado (OACE), cuya misión fundamental radica en la preservación de la Seguridad del Estado y el Orden Interior del país, que vincula armónicamente el enfrentamiento a las actividades delictivas y contrarrevolucionarias con la prevención de estos fenómenos, aplicando con flexibilidad procedimientos educativos, profilácticos y preventivos.
La institución desenvuelve su actividad en dos ámbitos esencialmente diferentes:
- El mundo del delito común, las conductas antisociales; los planes agresivos de todo tipo del imperialismo mundial y la actividad contrarrevolucionaria interna alentada, subvencionada y  organizada por nuestros enemigos.
- La formación en la ciudadanía, a través de un trabajo preventivo, diferenciado y educativo, de hábitos de conducta más consecuentes con el cumplimiento de la legalidad socialista, que se desarrolla en el ámbito de  millones de personas de todos los orígenes, edades, creencias religiosas y  profesiones,  integrantes del pueblo trabajador a quienes la actividad del MININT protege contra la acción de aquellos que delinquen.

Los órganos y estructuras que forman parte del MININT cumplen funciones de seguridad ciudadana, y de establecimiento del orden interior.
Destacan entre ellos las entidades denominadas Direcciones Operativas, como son:
- Dirección General de ContraInteligencia: Conocida popularmente como G-2 o Seguridad del Estado. Su trabajo ha sido fundamental para enfrentar la labor de la CIA y otras agencias de inteligencia extranjeras contra la Revolución cubana.
- Dirección General de Inteligencia
- Tropas Guardafronteras de Cuba
- Cuerpo de Bomberos de Cuba
- Cuerpo de Guardabosques de Cuba
- Dirección de Identificación, Inmigración y Extranjería, pues resultaron fundidas las antiguas Direcciones de Inmigración y Extranjería con la también ya desaparecida Dirección de Identificación y Carnet de Identidad.
- Dirección General de la Policía Nacional Revolucionaria
- Dirección de Investigación Criminal y Operaciones
- Dirección Técnica de Investigaciones
- Dirección de Establecimientos Penitenciarios
- Brigada Especial Nacional
- Dirección de Tránsito Nacional
- Dirección Nacional Antidrogas
- Dirección de Seguridad Personal
- Dirección de Atención a Menores
- Dirección de Operaciones Especiales

El MININT incluye asimismo diversos órganos y estructuras nombradas Direcciones No Operativas, dedicadas a la logística, preparación de la fuerza, etc. Donde posee un sistema empresarial con el cual se vincula a la economía nacional, para su autofinanciamiento y contribuir al presupuesto del estado. Ejemplo de estas empresas son: 
- Servicios Especializados de Protección S.A. (SEPSA), se trata se un servicio especial para la protección de entidades y personas; ya sea visitantes externos o personalidades internas; esta entidad también es la encargada de la Custodia de Embajadas, mediante una subdivisión especial creada para este fin.
- Traslado de Valores (TRASVAL),es la entidad encargada del traslado de los activos monetarios y otros valores desde y hasta los bancos en todo el país, para esto cuenta con una moderna flota de carros blindados y de escolta, además de personal bien entrenado y autorizado a portar en la vía pública armamento de alto calibre.
- Agropecuaria del MININT (Agromin), es una entidad encargada de la gestión las empresas agrícolas y agropecuarias subordinadas al Ministerio, con producciones variadas proveniente de la carne de cerdo, pollo y otros productos del campo.
- Producciones Varias (PROVARI), entidad destinada a la producciones y comercialización de varios productos entre los cuales se encuentran, tanques plásticos, pintura, muebles, colchones etc.
- Servisios Especializados Integrales S.A. (SEISA), entidad que se especializa en servicios instalación y comercializacion de medios y sistemas de protección contra incendios.

Así mismo; el MININT cuenta con su propio sistema de enseñanza, con varias escuelas nacionales (Institutos Superiores) y algunas escuelas en las provincias. En La Habana cuenta con un los Institutos Superiores “Hermanos Martínez Tamayo” y “Adriana Corcho”, de formación de oficiales de las Direcciones de Contrainteligencia e Inteligencia, respectivamente, así como el Instituto Superior “Capitán Eliseo Reyes (San Luis)”, que forma oficiales para todas las especialidades de Criminalística. También en la capital existe un instituto politécnico para la formación de técnicos medios en especialidades afines a las líneas de investigación criminal y policial.
Mientras en las provincias de Santiago de Cuba y Villa Clara funcionan los Institutos Superiores “Hermanos Marañones” y “Luis Felipe Denis Díaz”, respectivamente.

## Ministros
- Comandante de la Revolución Ramiro Valdés Menéndez (1961-1968)
- General de División Sergio del Valle (1968-1979)
- Comandante de la Revolución Ramiro Valdés Menéndez (1979-1985)
- General de División José Abrahantes Fernández (1985-1989)
- General de Cuerpo de Ejército Abelardo Colomé Ibarra (1989-2015)
- General de División Carlos Fernández Gondín (2015-2017)
- Vicealmirante Julio César Gandarilla Bermejo (2017-2020)
- General de Cuerpo de Ejército[5] Lázaro Alberto Álvarez Casas (2020-En el cargo)